# Gustavo Scheps
Juan Gustavo Scheps Grandal (Montevideo, 1 de diciembre de 1954) es un arquitecto y profesor universitario uruguayo.

## Biografía
Egresado de la Facultad de Arquitectura de la Universidad de la República, con el título de arquitecto en 1978. En 1981 inaugura su estudio profesional, en el cual proyecta viviendas, oficinas, locales industriales y comerciales.
Doctor en Teoría y Práctica del Proyecto de Arquitectura, ETSAM, Madrid, 2008.
Desde 1985 ejerce la docencia en la Facultad, y entre 2005 y 2017 (año de su retiro voluntario) fue profesor titular de Proyecto de Arquitectura en el taller que llevara su apellido. Continúa desarrollando la docencia en actividades de posgrado de la Institución.
Entre 1992 y 2009 fue arquitecto proyectista y director de obras en la Dirección de Arquitectura de la Universidad de la República.
En 2009 asume como Decano de la Facultad de Arquitectura de la Universidad de la República. En 2013 fue reelecto para el cargo por unanimidad. Su decanato se apoyó en tres grandes líneas interrelacionadas: redefinición de la dimensión epistémica de las disciplinas del diseño, fortalecimiento del aporte disciplinar a la sociedad y la cultura; y consolidación de la comunidad académica de la Facultad de Arquitectura, Diseño y Urbanismo.

## Obras
- 1981-2008, Viviendas unifamiliares en sociedad con la arquitecta Martha Barreira.
- 1989, Panteón Bancario, con la arquitecta Martha Barreira y el arquitecto Franco Comerci.
- 1990 Laboratorio EUBSA con la arquitecta Martha Barreira.
- 1994-2001, Entrepisos de la antigua Sala de Máquinas de la Facultad de Ingeniería.
- 1995-2004, Ciudad de las Tres Cruces, en sociedad con Carriquiry, Falkenstein, Nogueira, Tuzman, Urruzola.
- 2000, Anexo de Geotécnica de la Facultad de Ingeniería
- 1996-2002, Centro Regional Norte de la Universidad de la República, Salto, en sociedad con las arquitectas Martha Barreira y Ana Fazakas.
- 2008, Obras de restauración y rampa de acceso en Facultad de Arquitectura, Udelar.
- 2007-2008, Restauración de la casa del arquitecto Julio Vilamajó.
- 2006-2010, Edificio Polifuncional Massera. Udelar.
- 2012, Instituto de Computación de la Facultad de Ingeniería (proyecto 2009).
- 2018, Instituto de Estructuras y Transporte de la Facultad de Ingeniería (proyecto 2009).

## Libros
- 1996, Redes invisibles
- 2002, Puerto
- 2019, 17 Registros. Vilamajó e Ingeniería
- 2022, Reconocer[3]